# Leipziger Symphonieorchester

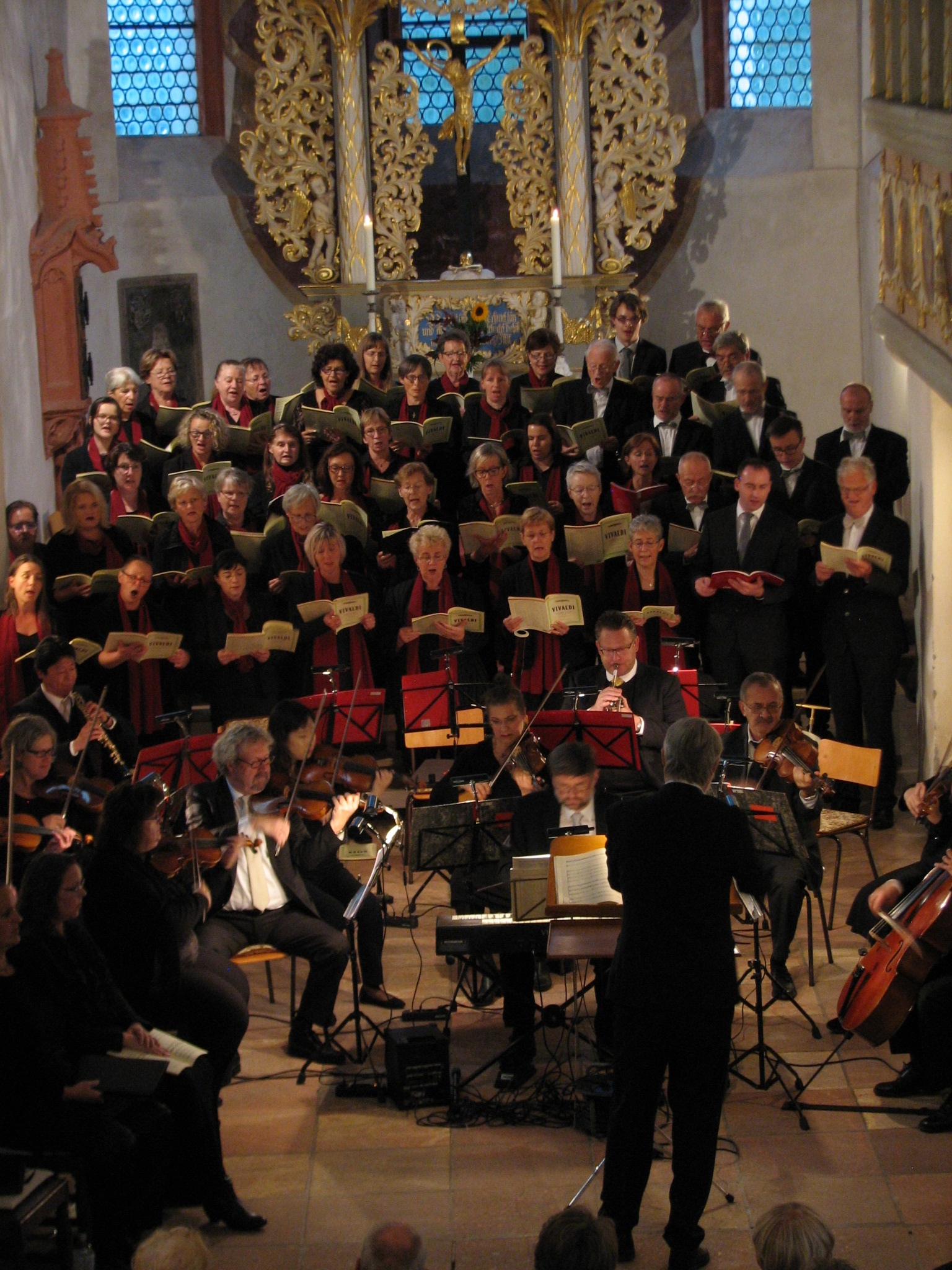
Chorsinfonisches Konzert: Leipziger Symphonieorchester, vier Solisten und Kammerchor Böhlen am 23. September 2018 in der Stadtkirche Brandis

Das Leipziger Symphonieorchester (LSO) ist ein professionelles Sinfonieorchester mit Sitz in Böhlen bei Leipzig, das hauptsächlich in den sächsischen Landkreisen Leipzig und Nordsachsen konzertiert.

## Hintergrund und Geschichte
Träger des Orchesters ist eine gemeinnützige GmbH, deren Gesellschafterin die Stadt Böhlen ist. Institutionell gefördert wird sie vom Zweckverband Kulturraum Leipziger Raum (dem die Landkreise Leipzig und Nordsachsen angehören) sowie vom Freistaat Sachsen. Geschäftsführer der gGmbH ist seit dem 16. Juni 2025 Márton Palkó. Mit 39 Planstellen gehört es zu den kleineren unter den öffentlich finanzierten Berufsorchestern in Deutschland. Das Orchester hat seinen regelmäßigen Proben- und Konzertort im Kulturhaus Böhlen. Daneben bespielt es zahlreiche weitere Veranstaltungsorte in den Landkreisen Nordsachsen und Leipzig, darunter Freiluftkonzerte auf dem Volksplatz Borna und beim Neuseenland-Musikfest Zwenkau.
Vorläufer des LSO ist das 1963 gegründete Staatliche Orchester des Bezirkes Leipzig. Von 1992 bis 1997 führte es den Namen Westsächsische Philharmonie, anschließend bis 2011 Westsächsisches Symphonieorchester. Werke der sinfonischen Unterhaltungsmusik vermarktet es unter dem Namen German Symphonic Pops Orchestra.
Mit der Hochschule für Musik und Theater „Felix Mendelssohn Bartholdy“ Leipzig und der Hochschule für Musik Franz Liszt Weimar verbindet das Orchester eine enge Zusammenarbeit bei der Ausbildung künftiger Orchestermusiker, Sänger und Dirigenten. Das Leipziger Symphonieorchester ist regelmäßig Gastgeber von Meisterkursen für Dirigieren, so im Jahre 2011 mit Vladimir Ponkin (Russland), Kenneth Kiesler (USA) und Kurt Masur.
Chefdirigent des Orchesters ist seit der Spielzeit 2020/2021 Robbert van Steijn. Zuvor bekleideten dieses Amt Karl-Gerhard Seher, Rainer Kluge, Günter Neidlinger, Horst Neumann, Ruben Gazarian (1999–2002), Markus Huber (2003–2009),  Frank-Michael Erben (2009–2015), Wolfgang Rögner (2015–2018) und Nicolas Krüger (2018–2019).

## Repertoire
Das Repertoire des Orchesters ist breit gefächert. Es erstreckt sich von klassisch-romantischen und modernen Orchesterwerken über Oper, Operette sowie Musical bis hin zu sinfonischer Unterhaltungsmusik. Kammermusikalische Ensembles wie das Streichquartett, das Bläserquintett und das Blechbläserensemble Saxonia brass ergänzen dieses umfangreiche Angebot, das auf mehreren CDs erschienen ist.

## Konzert-Aktivitäten
Das Leipziger Symphonieorchester prägt als einziges professionelles Sinfonieorchester im Kulturraum Leipziger Raum das sächsische Musikleben mit über 100 Konzerten im Jahr entscheidend mit. Das Orchester tritt auch außerhalb des Kulturraums auf, bisher beispielsweise beim Usedomer Musikfestival, den Darß Classic Nights, auf der Blumeninsel Mainau, der Berliner Waldbühne sowie im Gewandhaus zu Leipzig und der Berliner Philharmonie. Eine langjährige Zusammenarbeit bestand mit dem Theater an der Rott in Eggenfelden. Auslandsreisen führten das Orchester nach Polen, Bulgarien, den Niederlanden, in die Schweiz, nach Mexiko, Italien und Südkorea.

## Publikation
- Leipziger Symphonieorchester – 60 Jahre 1963–2023 – Festwochenprogramm.[2] Mit Kapitel Das LSO – eine biographische Recherche von Wanja Gornig. Redaktion: Wolfgang Rögner. Böhlen 2023, ohne ISBN.